# Тахти
Тахти (слч. Tachty) насељено је мјесто са административним статусом сеоске општине (слч. obec) у округу Римавска Собота, у Банскобистричком крају, Словачка Република.

## Становништво
| Година:    | 1994. | 2004.   | 2014.   | 2024.   |
| ---------- | ----- | ------- | ------- | ------- |
| Број људи: | 605   | 556     | 533     | 543     |
| Разлика:   |       | -8,09 % | -4,13 % | +1,87 % |

| Година:    | 2023. | 2024.   |
| ---------- | ----- | ------- |
| Број људи: | 541   | 543     |
| Разлика:   |       | +0,36 % |

Према подацима о броју становника из 2011. године насеље је имало 523 становника.